# James Anthony Froude
James Anthony Froude (23. april 1818–20. oktober 1894) var en engelsk historiker. Han var bror til den anglo–katolske polemiker Richard Hurrell Froude og William Froude, ingeniør og marinearkitekt.